# Neotheronia lineata
Neotheronia lineata är en stekelart som först beskrevs av Fabricius 1804.  Neotheronia lineata ingår i släktet Neotheronia och familjen brokparasitsteklar. Inga underarter finns listade i Catalogue of Life.